# Campionati mondiali di tiro con l'arco 2013
I Campionati mondiali di tiro con l'arco 2013 sono stati la 47ª edizione della competizione.
Si tennero ad Adalia, in Turchia, dal 29 settembre al 6 ottobre 2013. 

## Medagliere
| Pos.   | Paese         | Oro | Argento | Bronzo | Totale |
| ------ | ------------- | --- | ------- | ------ | ------ |
| 1      | Corea del Sud | 3   | 1       | 1      | 5      |
| 2      | Danimarca     | 2   | 0       | 1      | 3      |
| 3      | Paesi Bassi   | 1   | 2       | 0      | 3      |
| 4      | Stati Uniti   | 1   | 1       | 1      | 3      |
| 5      | Colombia      | 1   | 0       | 0      | 1      |
| 5      | Germania      | 1   | 0       | 0      | 1      |
| 5      | Italia        | 1   | 0       | 0      | 1      |
| 8      | Francia       | 0   | 1       | 3      | 4      |
| 9      | Russia        | 0   | 1       | 1      | 2      |
| 9      | Sudafrica     | 0   | 1       | 1      | 2      |
| 11     | Bielorussia   | 0   | 1       | 0      | 1      |
| 11     | Cina          | 0   | 1       | 0      | 1      |
| 11     | Croazia       | 0   | 1       | 0      | 1      |
| 14     | Canada        | 0   | 0       | 1      | 1      |
| 14     | Taipei cinese | 0   | 0       | 1      | 1      |
| Totale | Totale        | 10  | 10      | 10     | 30     |

## Podi

### Arco ricurvo
| Evento                | Oro                                                 | Argento                                                            | Bronzo                                                                 |
| Individuale maschile  | Lee Seung-yun                                       | Oh Jin-hyek                                                        | Crispin Duenas                                                         |
| Individuale femminile | Maja Jager                                          | Xu Jing                                                            | Yun Ok-hee                                                             |
| Squadre maschili      | Stati Uniti Brady Ellison Joe Fanchin Jake Kaminski | Paesi Bassi Sjef van den Berg Rick van den Oever Rick van der Ven  | Francia Thomas Faucheron Gaël Prévost Jean-Charles Valladont           |
| Squadre femminili     | Corea del Sud Chang Hye-jin Ki Bo-bae Yun Ok-hee    | Bielorussia Hanna Marusava Ekaterina Muljuk-Timofeeva Alena Tolkač | Danimarca Carina Rosenvinge Christiansen Maja Jager Anne Marie Laursen |
| Squadre miste         | Corea del Sud Ki Bo-bae Oh Jin-hyek                 | Stati Uniti Khatuna Lorig Brady Ellison                            | Taipei cinese Tan Ya-ting Kuo Cheng-wei                                |

### Arco compound
| Evento                | Oro                                                     | Argento                                                       | Bronzo                                                           |
| Individuale maschile  | Mike Schloesser                                         | Pierre Julien Deloche                                         | Aleksandr Dambaev                                                |
| Individuale femminile | Kristina Berger                                         | Ivana Buden                                                   | Gerda Roux                                                       |
| Squadre maschili      | Danimarca Martin Damsbo Stephan Hansen Patrick Laursen  | Sudafrica Gabriel Badenhorst DP Bierman Patrick Roux          | Francia Sebastien Brasseur Pierre Julien Deloche Dominique Genet |
| Squadre femminili     | Colombia Aura Maria Bravo Sara Lopez Alejandra Usquiano | Paesi Bassi Martine Couwenberg Irina Markovic Inge van Caspel | Francia Sophie Dodemont Pascale Lebecque Sandrine Vandionant     |
| Squadre miste         | Italia Marcella Tonioli Sergio Pagni                    | Russia Al'bina Loginova Aleksandr Dambaev                     | Stati Uniti Erika Jones Jesse Broadwater                         |